# Benno Brandis
Benno Brandis (* 21. Juni 2006 in Ingolstadt) ist ein deutscher Skirennläufer.

## Biographie
Brandis wurde in Ingolstadt geboren, zog jedoch mit seiner Familie im Alter von drei Jahren nach Durach. Sein internationales Renndebüt feierte er am 12. November 2022 am Pass Thurn. Sein erstes internationales Großereignis bestritt er knapp zwei Monate später beim Europäischen Olympischen Winter-Jugendfestival in der italienischen Region Friaul-Julisch Venetien. Bei den in Tarvisio ausgetragenen Alpinbewerben erreichte er als beste Platzierung den 17. Rang im Slalom.
Im darauffolgenden Jahr feierte Brandis den ersten großen Erfolg seiner Karriere. Bei den Olympischen Jugend-Winterspielen in Gangwon gewann er als erster Deutscher eine Goldmedaille in einem Einzelbewerb.
Bei den Juniorenweltmeisterschaften 2025 in Tarvisio gewann Brandis die Goldmedaille im Super-G. Es war erst die zweite Goldmedaille für einen Deutschen Skirennläufer in dieser Disziplin, nach Andreas Sander im Jahr 2008.
Aufgrund dieses Erfolges durfte Brandis am 23. März 2025 in Sun Valley sein Weltcupdebüt feiern, wobei er jedoch ausschied, da sich bei einem Schlag die Bindung eines Skis löste.
Zu Saisonende wurde Brandis überraschend Deutscher Meister im Super-G, wobei er unter anderem Weltcup-erprobte Läufer wie Romed Baumann, Anton Grammel oder Luis Vogt hinter sich ließ.

## Erfolge

### Juniorenweltmeisterschaften
- Haute-Savoie 2024: 32. Riesenslalom, 33. Slalom
- Tarvisio 2025: 1. Super-G, 7. Mannschaft, 8. Team Kombination, DNF Riesenslalom, DNF Slalom

### Olympische Jugend-Winterspiele
- Gangwon 2024: 1. Super-G, DNF Riesenslalom, DNF Slalom, DNF Alpine Kombination

### Europäisches Olympisches Winter-Jugendfestival
- Tarvisio 2023: 17. Slalom, DNF Riesenslalom

### Weitere Erfolge
- Deutscher Meister im Super-G (2025)
- 2 Siege bei FIS-Rennen